# Chuniphyes moserae
Chuniphyes moserae is een hydroïdpoliep uit de familie Clausophyidae. De poliep komt uit het geslacht Chuniphyes. Chuniphyes moserae werd in 1954 voor het eerst wetenschappelijk beschreven door Totton. 